# 台灣原生百合
臺灣原生百合是對臺灣原生種的百合屬植物之統稱，包括以下3個物種（區分成4個變種）：
- 條葉百合 (Lilium callosum Sieb. et Zucc., Fl. Jap. 1: 86, t. 41. 1939. ——L. tatanense Hay., Icon. Pl. Form. 4: 98. 1914)

產臺灣、廣東、浙江、安徽、江蘇、河南和東北。生山坡或草叢中，海拔182-640米。朝鮮和日本也有分佈。
- 野小百合 (Lilium callosum var.flaviflorum Makino)：

葉無柄，線形，長 5 ～ 12 公分，寬 3 ～ 6 毫米。花柄長 2.5 ～ 4 公分；花被片長 3 ～ 5 公分，紅色或黃紅色，具少許斑點。蒴果狹長橢圓形，長 2.5 ～ 3 公分。
臺灣北部低海拔山區。
- 鐵砲百合 (Lilium longiflorum Thunb.)：又稱麝香百合，分布於琉球群島與臺灣。

- 臺灣百合 (Lilium longlflorum var. formosanum Baker)：

葉無柄，基部抱莖，線形至披針線形，長 7 ～ 20 公分，寬 4 ～ 15 毫米。花柄長 4 ～ 9 公分；花被片長 10 ～ 15 公分，白色，中肋外面紅褐色，內面淺綠色。蒴果長橢圓形，長 4 ～ 7 公分。
台灣全島海平面至高海拔山野（高山頂除外）開闊處。
- 糙莖百合 (Lilium longiflorum var. scabrum Masamune)：又稱糙莖麝香百合、粗莖麝香百合

葉長 14 ～ 25 公分，寬 10 ～ 25 毫米。花柄長 2.5 ～ 6 公分。蒴果長 3 ～ 6 公分。
臺灣北部、東部海邊。
- 美麗百合(Lilium speciosum Thunb.)：分布於大陸安徽、江西、浙江、湖南、廣西及臺灣[3]、日本四國、九州及琉球群島。日本稱鹿子百合。

- 豔紅百合 (Lilium speciosum var. gloriosoides Baker):大陸稱藥百合

葉具短柄，橢圓形，長 7 ～ 12 公分，寬 2 ～ 4 公分，花柄長 1 ～ 3 公分；花被片長 5 ～ 9 公分，白色，1/3至1/2處有紅色斑點和斑塊。蒴果橢圓球形，長 4 ～ 5 公分。
臺灣北部低山潮濕林下及草坡。

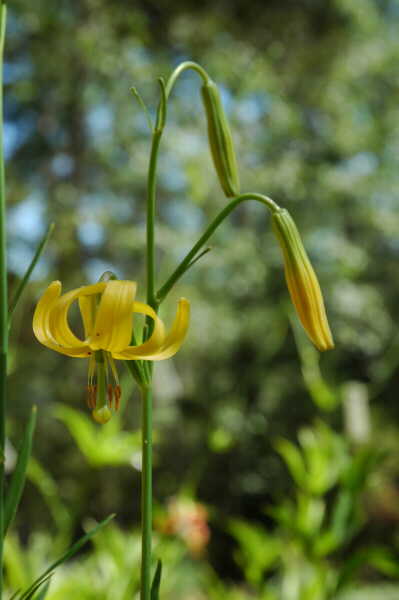
L. callosum var. flaviflorum
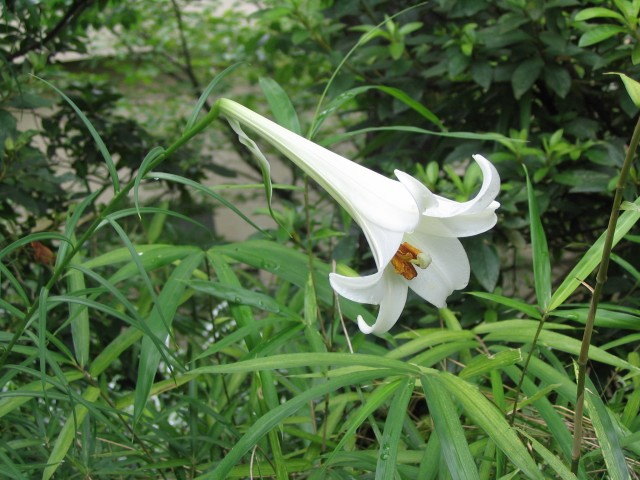
Lilium formosanum
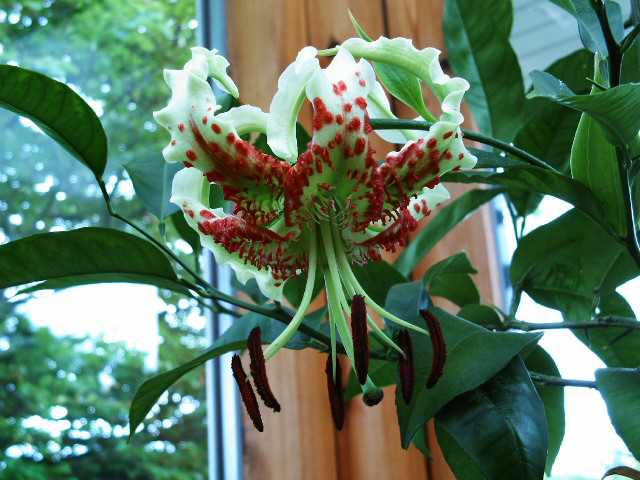
L. speciosum var. gloriosoides China form

## 外部連結
- 條葉百合 （页面存档备份，存于） 中国植物志。
- 藥百合 （页面存档备份，存于） 中国植物志。
- 16. LILIUM　百合屬 （页面存档备份，存于） 臺灣維管束植物簡誌.第伍卷。
- 中興大學 園藝學系 臺灣原生百合屬植物種原中心及分享平台 （页面存档备份，存于）